# 야마하 발동기
야마하 발동기 주식회사(일본어: ヤマハ発動機株式会社 야마하 하쓰도키 가부시키가이샤[*], YAMAHA MOTOR CO. LTD.)는 일본의 모터사이클 및 모터보트 엔진 등의 수송용 기기를 제조하는 회사이다. 제2차 세계 대전 이후 일본 악기 제조 주식회사(현 야마하) 내에 기계 사업부가 설치되어 1954년 모터사이클 첫 제품인 125cc YA-1을 내놓았고, 이듬해인 1955년 7월 1일 자회사인 야마하 발동기로 분사하였다.

## 같이 보기
- 야마하
- 주빌로 이와타